# Endorf (Falkenstein)

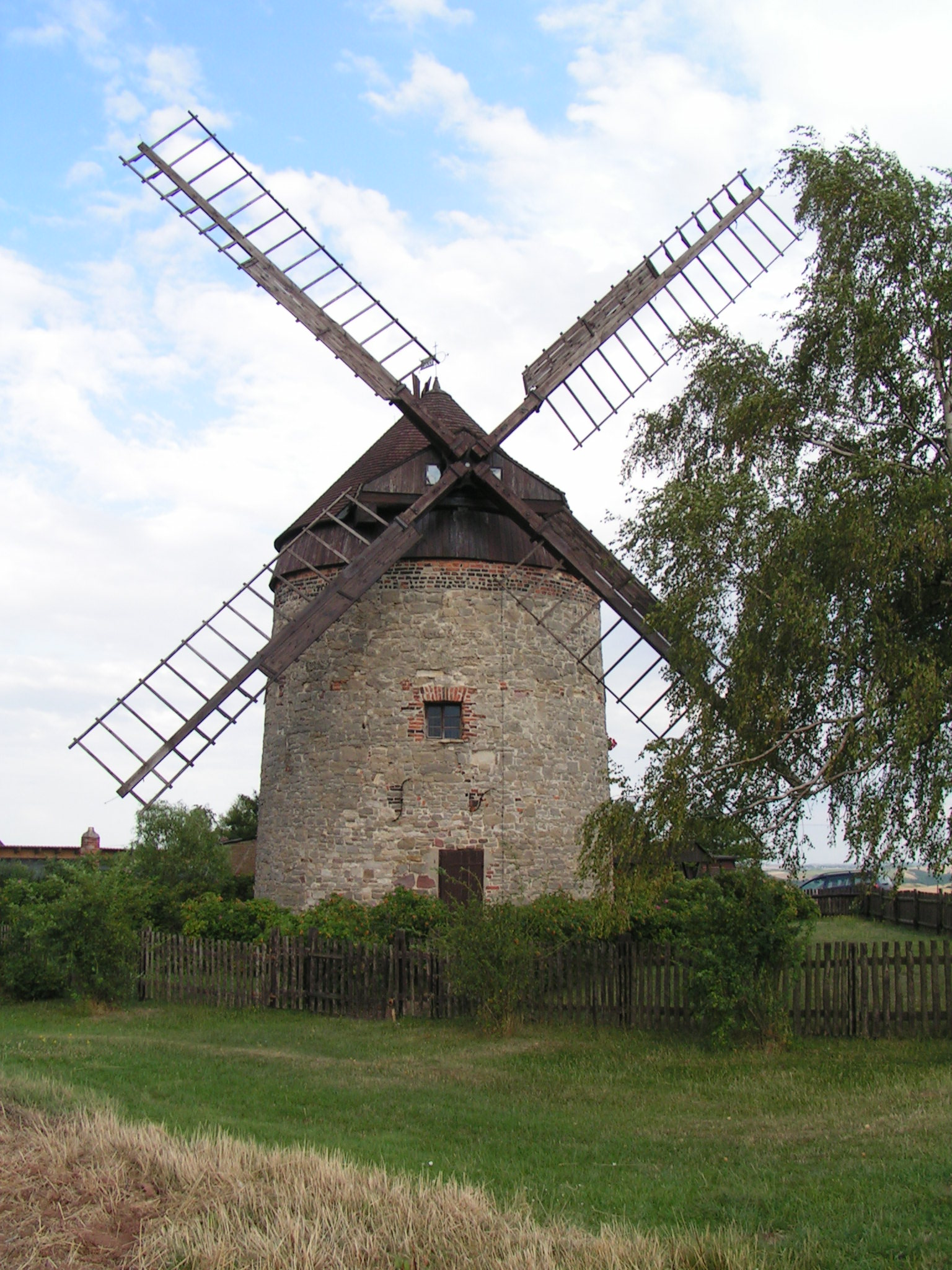
Windmühle in Endorf

Endorf ist einer der sieben Ortsteile der Stadt Falkenstein/Harz am Nordostrand des Harzes. Der Ortsteil hat ca. 250 Einwohner und liegt südöstlich von Ermsleben, der Kerngemeinde von Falkenstein auf dem Höhenzug zwischen Eine- und Selketal an der alten Heer-, Handels- und Poststraße Leipzig–Hannover.

## Geschichte
Endorf wurde erstmals urkundlich 934 als „Ansiedlung des Emmo oder Egino“ erwähnt. Ein markantes Bauwerk in Endorf ist die St.-Niklas-Kirche, welche im Jahre 1582 aus Feldsteinen und alten Grabsteinen erbaut wurde. In ihrem Inneren befinden sich ein spätgotischer Schnitzaltar und ein in der Wand eingemauertes Sühnekreuz. Der Kirchturm ist auf die Zeit vor 1150 datiert. Endorf galt im Mittelalter als eine bekannte Gerichtsstätte, worauf auch die Flurbezeichnungen Galgen- und Räderberg hinweisen.
Nach dem Dreißigjährigen Krieg wurde der Ort von der Adelsfamilie von Knigge erworben, die vor allem durch seinen Benimmratgeber Adolph Freiherr Knigge bekannt wurde. Seine Verwandten, wie Wilhelm Freiherr Knigge, stellten den regionalen Kirchenpatron und betrieben über Generationen Land- und Forstwirtschaft. Zeitweise gehörte das Rittergut Endorf dem Besitzer des Familien-Stammgutes Bredenbeck in Niedersachsen, so in der Mitte des 19. Jahrhunderts, dem Ober-Kammerherrn zu Hannover, Ernst Freiherr Knigge (1809–1880), dessen Hauptwohnsitz aber Endorf wurde. Der Gutsbesitzer von Knigge war zumeist auch der örtliche Amtsvorsteher. Kammerherr Ernst jun. Freiherr Knigge (1843–1920) gründete dann für die Erbsicherung des Rittergutes Endorf ein Familienfideikommiss. Um 1922 betrug die Endorfer Gutsgröße etwa 302 ha. Gutsbesitzer bis zur Bodenreform war der Johanniterritter und Oberst a. D. Hugo Freiherr Knigge (1869–1945), verheiratet mit Asta Freiin von Maltzahn-Ivernack, ihr Vater war Adolf Freiherr von Maltzahn, Graf von Plessen. Als Erbe vorbestimmt war der Sohn und Offizier Andreas Freiherr Knigge.
Das Gut Endorf mit dem beeindruckenden Herrschaftshaus mit Freitreppe ging nach der politischen Wende im Ostteil Deutschlands wieder in den Besitz der Familie von Knigge über. Vor dem Gut steht ein Findling zum Gedenken an die Gefallenen des Ersten Weltkrieges. Die Endorfer lebten durch die Jahrhunderte hauptsächlich von der Landwirtschaft. Bereits im 15. Jahrhundert wurde hier Schäferei und Schafzucht betrieben.
Etwas oberhalb des Ortes steht auf einer Anhöhe eine im Jahre 1857 durch Johann Gottlieb Claus errichtete Holländerwindmühle, die als Ersatz für eine ältere um 1824 an gleicher Stelle abgebrannte Windmühle diente. Die Mühle wurde 1972 außer Betrieb gestellt.
Sie wurde in den Jahren zwischen 1991 und 1993 restauriert und wieder in Betrieb genommen und ist somit die einzige funktionstüchtige Turmwindmühle des Ostharzes. Sie verfügt über Segelgatterflügel, Schrotgang, Walzenstuhl, Trieur, Schälmaschine und Bremsfahrstuhl.
Unweit von Endorf befinden sich u. a. die Reste der Konradsburg.
Der Ort ist außerdem ein Ausgangspunkt für Ausflüge in den Unterharz und das nordöstliche Harzvorland.